# Bréhand
Bréhand (en bretó Brehant-Monkontour, gal·ló Berhaund-Moncontór) és un municipi francès, situat a la regió de Bretanya, al departament de Costes del Nord. L'any 2006 tenia 1.426 habitants.

## Demografia
| 1962                                       | 1968 | 1975 | 1982 | 1990 | 1999 |      |
| ------------------------------------------ | ---- | ---- | ---- | ---- | ---- | ---- |
| 1290                                       | 1307 | 1247 | 1369 | 1287 | 1271 | 1426 |
| Des de 1962: població sense dobles comptes |      |      |      |      |      |      |

## Administració
| Període   | Identitat        | Partit        |
| --------- | ---------------- | ------------- |
| 1935-1967 | François Cherdel | CNI           |
| 1965-1993 | René de Foucaud  | CNI           |
| 1993-2001 | Gérard Langlais  | PS            |
| 2001-     | Michel Hervé     | Divers droite |